# Ivo Giovanelli
Ivo Giovanelli (Spalato, 22 maggio 1919 – Spalato, 29 luglio 2009) è stato un pallanuotista jugoslavo.
Ha partecipato alle Olimpiadi estive del 1948.